# Jörgen Sundelin
Jörgen Sundelin (Stoccolma, 15 marzo 1945) è un ex velista svedese.

## Palmarès

### Olimpiadi
- 1 medaglia:
  - 1 oro (Città del Messico 1968 nella classe 5.5 metri)

### Mondiali
- 2 medaglie:
  - 1 oro (Hobard 1971 nella classe Dragon)
  - 1 argento (Sandhamn 1969 nella classe 5.5 metri)